# Antonio Belloni (storico)
Antonio Belloni (Udine, 1479 circa – Udine, 1554) è stato un notaio e storico italiano.
Le sue opere, tra le quali si annovera il De vitis et gestis Patriarcharum Aquilejensium (Vite e gesta dei patriarchi di Aquileia), poiché si rifiutò sempre di scrivere in volgare toscano, sono in parte in latino e in parte in friulano. Fu uno dei maggiori conoscitori di storia friulana del suo tempo.